# Bromelia
Bromelia L. è un genere di piante tropicali appartenenti alla famiglia delle Bromeliacee.

## Tassonomia
Il genere comprende le seguenti specie:
- Bromelia agavifolia Brongn. ex Houllet
- Bromelia alsodes H.St.John
- Bromelia alta L.B.Sm.
- Bromelia amplifolia Leme & W.Till
- Bromelia antiacantha Bertol.
- Bromelia araujoi P.J.Braun, Esteves & Scharf
- Bromelia arenaria Ule
- Bromelia arubaiensis Ibisch & R.Vásquez
- Bromelia auriculata L.B.Sm.
- Bromelia balansae Mez
- Bromelia binotii É.Morren ex Mez
- Bromelia braunii Leme & Esteves
- Bromelia charlesii P.J.Braun, Esteves & Scharf
- Bromelia chrysantha Jacq.
- Bromelia dilatata Esteves, Hofacker & Scharf
- Bromelia eitenorum L.B.Sm.
- Bromelia epiphytica L.B.Sm.
- Bromelia estevesii Leme
- Bromelia exigua Mez
- Bromelia ferox Esteves, Hofacker & Scharf
- Bromelia flemingii I.Ramírez & Carnevali
- Bromelia fosteriana L.B.Sm.
- Bromelia fragilis L.B.Sm.
- Bromelia glaziovii Mez
- Bromelia goeldiana L.B.Sm.
- Bromelia goyazensis Mez
- Bromelia gracilisepala R.F.Monteiro & Forzza
- Bromelia grandiflora Mez
- Bromelia granvillei L.B.Sm. & Gouda
- Bromelia gurkeniana E.Pereira & Moutinho
- Bromelia hemisphaerica Lam.
- Bromelia hieronymi Mez
- Bromelia horstii Rauh
- Bromelia humilis Jacq.
- Bromelia ignaciana R.Vásquez & Ibisch
- Bromelia interior L.B.Sm.
- Bromelia irwinii L.B.Sm.
- Bromelia karatas L.
- Bromelia laciniosa Mart. ex Schult. & Schult.f.
- Bromelia lagopus Mez
- Bromelia legrellae (É.Morren) Mez
- Bromelia lindevaldae Leme & Esteves
- Bromelia macedoi L.B.Sm.
- Bromelia magnifica Esteves & Gouda
- Bromelia michaelii Esteves, Hofacker & Scharf
- Bromelia minima Leme & Esteves
- Bromelia morreniana (Regel) Mez
- Bromelia neotenuifolia I.M.Turner
- Bromelia nidus-puellae (André) André ex Mez
- Bromelia oliveirae L.B.Sm.
- Bromelia palmeri Mez
- Bromelia pinguin L.
- Bromelia poeppigii Mez
- Bromelia redoutei (Baker) L.B.Sm.
- Bromelia regnellii Mez
- Bromelia reversacantha Mez
- Bromelia richardii Esteves, Hofacker & Scharf
- Bromelia rondoniana L.B.Sm.
- Bromelia rosea Esteves, Hofacker & Scharf
- Bromelia scarlatina (Linden) É.Morren ex C.Morren
- Bromelia serra Griseb.
- Bromelia superba Mez
- Bromelia superficialis P.J.Braun & Esteves
- Bromelia sylvicola S.Moore
- Bromelia tarapotina Ule
- Bromelia tocantinense Esteves & Gouda
- Bromelia trianae Mez
- Bromelia tubulosa L.B.Sm.
- Bromelia unaensis Leme & Scharf
- Bromelia villosa Mez